# Islandia en los Juegos Olímpicos de la Juventud 2018
Islandia participó en los Juegos Olímpicos de la Juventud 2018 en Buenos Aires, Argentina, celebrados entre el 6 y el 18 de octubre de 2018. Obtuvo una medalla de oro en las justas.

## Medallero
| Presea        | Medalla de oro | Medalla de plata | Medalla de bronce | Total |
| ------------- | -------------- | ---------------- | ----------------- | ----- |
| TOTAL OFICIAL | 1              | 0                | 0                 | 1     |

## Golf
Islandia clasificó a dos atletas en esta disciplina de parte del comité tripartito.
- Individual masculino - 1 plaza
- Individual femenino - 1 plaza

## Gimnasia artística
Australia clasificó a un atleta en esta disciplina.
- Individual masculino - 1 plaza